# Marino Puggina
Il Comm. Marino Puggina (Bovolenta, 18 dicembre 1920 – Padova, 23 maggio 2020) è stato un imprenditore e dirigente sportivo italiano, noto soprattutto per essere stato il fondatore della catena di supermercati DeSpar e presidente del Calcio Padova e vicepresidente della Lega Calcio.

## Biografia

Marino Puggina (sinistra) nel 1958 con Lionello Forin (destra) e Pietro Fiore (con la coppa).

Proveniente da famiglia di piccoli commercianti alimentari, si diplomò nel 1939 e iniziò l'attività professionale di agente di commercio presso un distributore di alimentari del Padovano. Riuscì ad affermarsi come imprenditore fondando negli anni '50 la prima catena di supermercati all'americana arrivando alla presidenza della Despar Italia. Nel settore pubblico ricopri le cariche di presidente della Federcommercio, ora Confcommercio, della Associazione Nazionale Unioni Volontarie e del Comitato Tecnico della Cassa di Risparmio di Padova e Rovigo, ora Intesa Sanpaolo.
Nel 1980 entrò nella compagine sociale del Calcio Padova ricoprendo la presidenza dal 1986. Guidò il Padova per più di dieci anni, ottenendo vittorie indimenticabili come quella del 1987 che riportò il Padova in Serie B e quella del 1994, nello spareggio di Cremona contro il Cesena, che riportò il Padova in Serie A dopo ben 32 anni di assenza. Puggina riportò la squadra veneta ai vertici del calcio nazionale, divenne anche vicepresidente della Lega Calcio, incarico che conservò fino al 1998.
Molto abile nelle scelte vivaistiche, riuscì a creare importanti rapporti di collaborazione con il Milan e la Juventus riuscendo a portare a Padova giovani e promettenti campioni come Demetrio Albertini e lanciandone altri come Alessandro Del Piero.
Nel 1994 vide realizzato anche il suo impegno per dotare la città del nuovo impianto sportivo con l'inaugurazione del nuovo stadio della città veneta, lo Stadio Euganeo.
Puggina lasciò la presidenza del Padova alla fine del 1994, mantenendone la proprietà e la presidenza onoraria fino al 1996.
È scomparso il 23 maggio 2020 a 99 anni.